# Geriban
Geriban (in somalo Jirriiban), è una città nella regione di Mudugh nella Somalia centrosettentrionale e conta circa 20.000 abitanti.